# Henning Conle
Henning Conle (né le 6 février 1944 est un entrepreneur et spéculateur germano-suisse de Duisbourg, ensuite basé au Royaume-Uni, devenu magnat de l'immobilier, milliardaire résidant depuis les années 1990 tantôt à Londres et tantôt en Suisse. 
Lui et sa famille sont discrets, refusant de communiquer avec les médias, mais des enquêtes de l'administration du Bundestag allemand, et des enquêtes journalistiques l'ont fait apparaître à plusieurs reprises comme l'un des financiers secret du parti politique AfD, qu'il alimentait via des dons illégaux alors que ce parti avait promis de « faire table rase des méthodes douteuses » des partis traditionnels (pour rappel, en Allemagne, tous les dons dépassant 50 000 euros doivent être déclaré au président du Bundestag et ils ne peuvent provenir d'un pays situé hors de l’Union européenne… sauf si le donateur est un citoyen allemand).

## Éléments de biographie
Henning Conle a grandi dans la région industrielle de la Ruhr. Il est le fils de l'architecte et conseiller du SPD Heinrich August (Heinz) Conle (1915-1988), qui a construit 18 000 logements sociaux à Duisburg et Mülheim an der Ruhr avec son frère Kurt Conle à partir des années 1950, dans le cadre des programmes de construction de logements sociaux lancés lors de la période de la reconstruction en Allemagne,,. La famille semble avoir fait fortune dans ce secteur de l’immobilier.
Dans les années 1990, Henning Conle détenait en Allemagne « plus de 10 000 propriétés », dont en 1998 environ 2 500 appartements dans des immeubles anciens de Hambourg (et à l'époque, il était accusé d'avoir laissé son parc immobilier se dégrader). Conle est « réputé depuis longtemps dans son pays d'origine (Allemagne), pour ses bâtiments de mauvaise qualité et ses conflits avec les locataires ».
En 2014, Conle senior et sa famille avaient acquis diverses propriétés à Londres pour deux milliards de livres sterling via la société liechtensteinoise Sirosa Liberty Limited.
Henning Conle est marié à Dorit Conle. Il a un fils (Henning Conle junior, né en 1980) et une fille (Johanna Conle).
Dieter Conle (né en 1949), le frère de Henning Conle senior[7] était, entre autres propriétaire de la colonie Conle à Oerlinghausen-Südstadt et des entreprises correspondantes à Sonthofen.[8] En juin 2021, ces actifs sont allés à Belvona.

## Pratiques spéculatives et immobilières
Ses locataires allemands se sont aussi plaints de manœuvres et tactiques illégales d'intimidation, reconnues en 1998 par un tribunal de Hambourg qui a jugé que Conle avait illégalement affiché des avis et menaces dans les couloirs publics à l'encontre de locataires en retard de paiement de loyer.

## Richesse
En 2015, la fortune personnelle de Henning Conle était estimée à 1,25 milliard de francs suisses [16], puis à 1,35 milliard d’euros deux ans plus tard, par le magazine Bilanz (2017), puis à 1,168 milliard de livres sterling en valeur nette [10] par le The Sunday Times Rich List en 2020.

## Propriétés au Royaume-Uni

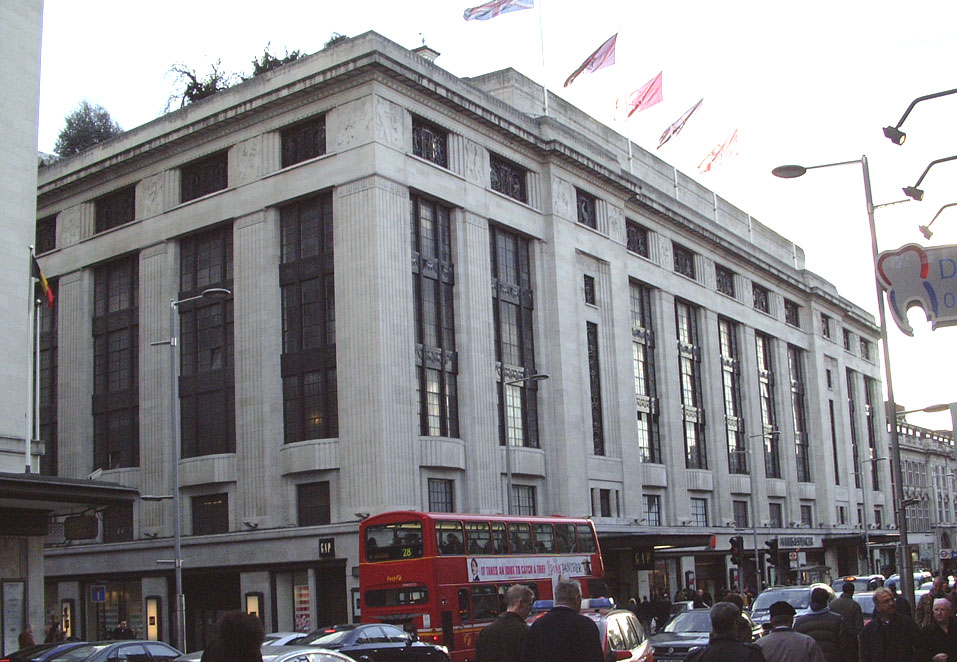
Kensington-Roof-Gardens, acheté via la société Sirosa, qui a surenchéri sur la Qatar Investment Authority à hauteur de 25 millions de livres sterling sur le prix demandé de 200 millions de livres sterling.

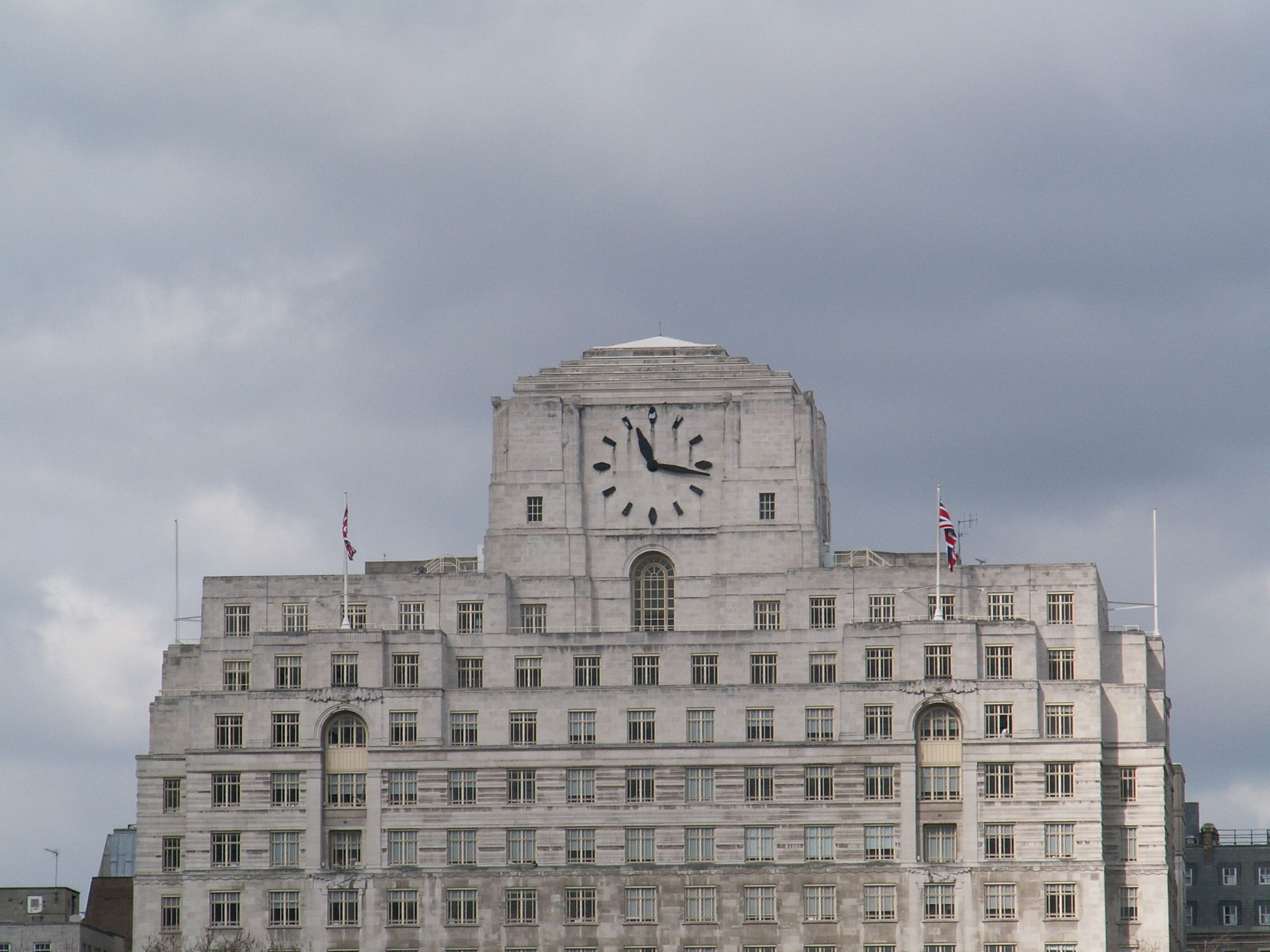
Shell Mex House, bâtiment art déco, à Londres, dessiné par Ernest Joseph, ancien siège de Shell, antérieurement racheté en 2007 par Westbrook pour 988 millions de dollars.

En 2002, Westbrook, propriétaire controversé de la Shell Mex House a signé un accord avec Gecina, conditionné au succès de l'offre publique en cours sur Simco.
En 2013, Conle a acheté les jardins sur le toit de Kensington par l'intermédiaire d'une société, Cartina Kensington Ltd, enregistrée dans les îles Vierges britanniques, elle-même détenue par une autre société (Sirosa Anstalt) enregistrée dans un paradis fiscal (Liechtenstein). La propriété a été achetée pour 225 millions de livres sterling,[6] 25 millions de livres sterling de plus que ce qu'avait proposé le soumissionnaire le plus proche (la Qatar Investment Authority). Le bruit a couru que Conle agissait alors au nom d'investisseurs russes, mais les représentants de Sirosa ont nié que ce soit le cas. 
Jusqu'alors ses achats avaient été faits très discrètement et quand il a acheté la Shell Mex (610 millions de livres sterling, en 2013), son nom a été cité comme étant « Conley » (à la suite d'une faute d'orthographe, ce qui a contribué à protéger son anonymat public. 
En 2014, Conle ayant acheté pour près de 2 milliards de livres sterling de biens immobiliers de premier ordre à Londres, dont une série de bâtiments historiques dans le centre de la ville (bâtiment Liberty of London (acheté 41,5 millions de livres sterling en 2010), le complexe du Kensington Roof Gardens, les bureaux londoniens de Manchester United et le bâtiment art déco Shell Mex House, le grand magasin Barkers sur Kensington High Street, le centre commercial Plaza sur Oxford Street et le magasin de House of Fraser dans la même rue, qui sont trois exemples classiques de l'architecture Art nouveau), des journalistes, du Guardian notamment, se sont interrogés sur ses motivations et sur l'origine de son argent.

## Dons illégaux à des partis d'extrême droite

### En Allemagne
Après que la presse allemande ait dévoilé un don élevé et suspect faits à Alice Weidel, candidate du Bade-Wurtemberg pour sa campagne aux législatives de 2017, don ayant transité par une société pharmaceutique suisse. Selon les enquêtes menées par l'administration du Bundestag allemand, Conle (propriétaire de la société pharmaceutique en question) est apparu à plusieurs reprises comme un financier secret de l'AfD au moyen de dons illégaux faits au parti Alternative pour l’Allemagne (AfD) alors présidé par Alice Weidel. Une fois ébruitée l'affaire s'est retournée contre Alice Weidel, qui sera confrontée à des appels à la démission.
En avril 2019, on a appris que les dons avaient été traités pour lui par des hommes de paille suisses et néerlandais,,. En mars 2021, ZDF et Correctiv ont rapporté dans l'émission Frontal21 que Conle avait offert à plusieurs reprises des dons anonymes en faveur de l'AfD lors de réunions personnelles avec, entre autres, la porte-parole fédérale de l'AfD, Frauke Petry. Jörg Meuthen, contrairement à Petry nie avoir eu des contacts avec Conle, mais aurait été présent à une réunion près de Zurich en décembre 2015,. Selon Euractiv, « en 2016, comme en 2017, le parti a reçu des amendes pour avoir fait de fausses déclarations sur ses soutiens. Des individus auraient été payés pour confirmer qu’ils avaient donné de l’argent au parti. Le milliardaire de l’immobilier Henning Conle serait en réalité derrière ».
Henning Conle est aussi un proche d'Alexander Segert, PDG d'une société de relations publiques de Zurich Goal AG, qui en 2016 a offert une campagne agressive d’affichage au député de l’AfD Jörg Meuthen. 

### En Suisse
Dans ce pays, Conle a aussi, au moins une fois, financé l’UDC et selon la chaîne de télévision publique ARD, il a fait partie des financeurs d'une manifestation du parti blochérien.

### Vidéographie
- Britt Beyer et Susanne Binninger (Allemagne), « Documentaire (de 1 h 30 min) : Sur la piste de l'argent ; entre fraudes fiscales titanesques et financement occulte du principal parti d'extrême droite allemand, l'AfD, une enquête explosive aux côtés des journalistes de la cellule d'investigation Correctiv.| ARTE », 2021 (consulté le 21 août 2022)